# برونو دي جيسوس باتشيكو
برونو دي جيسوس باتشيكو (8 ديسمبر 1991 في البرازيل - ) هو لاعب كرة قدم برازيلي في مركز الدفاع.

## وصلات خارجية
- برونو دي جيسوس باتشيكو على موقع قاعدة بيانات كرة القدم.إي يو (الإنجليزية)
- برونو دي جيسوس باتشيكو على موقع Soccerway.com (الإنجليزية)